# Shinobue
Lo shinobue (篠笛?); anche chiamato takebue (竹笛?) è un flauto traverso giapponese, appartenente al gruppo yokobue, caratterizzato da un suono acuto. Viene usato nelle orchestre di hayashi e nagauta, oltre ad avere ruolo importante nelle musiche dei teatri Nō e Kabuki. Lo si può ascoltare anche nella musica Shinto eseguita nei Kagura-den e nelle canzoni di musica tradizionale giapponese.
Esistono tre stili: uta (canzone), hayashi (festival) e doremi. Lo uta è regolato sulla variante giapponese della scala Shi'er lü, mentre lo hayashi varia a seconda delle regioni. Il doremi è regolato sulla scala occidentale, da qui il suo nome.